# Diocèse de Haarlem-Amsterdam
Le diocèse de Haarlem-Amsterdam est un diocèse suffragant de l'archidiocèse d'Utrecht. Il a été constitué en 12 mai 1559 et l'on comptait en 2004 près de 530 627 baptisés pour 2 780 313 habitants. Son titulaire actuel est Jan Hendriks (nl), depuis 2020.   

## Histoire

### Origines
Le 12 mai 1559, dans le cadre de la réorganisation religieuse des Pays-Bas espagnols, Haarlem devint le siège d'un évêché suffragant d'Utrecht. Le territoire du nouveau diocèse avait relevé précédemment du diocèse d'Utrecht. Le premier évêque est Nicolaas van Nieuwland.

### Chute du diocèse
La Guerre de Quatre-Vingts Ans et la progression de la Réforme entraînent des tensions qui se répercutent sur Haarlem et le diocèse. Les Accords de Veere ou Satisfactie van Haarlem ratifiés par l'évêque Godfried van Mierlo assurent en 1577 une liberté de culte aux catholiques en échange d'une allégeance à Guillaume le Taciturne, plutôt qu'à Philippe II d'Espagne. Mais le 29 mai 1578, les accords sont transgressés et l’évêché est renversé. La cathédrale Saint-Bavon est confisquée et convertie au protestantisme.
L'Église créa en 1592 le vicariat apostolique de Batavia (mission de Hollande). Le culte entre dans la clandestinité, et se perpétuera en secret dans les Schuilkerk, églises dissimulées et provisoires.

### Rétablissement de la hiérarchie catholique
Avec le Rétablissement de la hiérarchie épiscopale aux Pays-Bas, un nouveau diocèse de Haarlem est créé le 4 mars 1853 avec la nomination de Franciscus Jacobus van Vree. Il est suffragant d'Utrecht et correspond aux provinces de Hollande-Méridionale et de Hollande-Septentrionale.

### Diocèse de Haarlem-Amsterdam
Le 16 juillet 1955, la province de Hollande méridionale est détachée du diocèse de Haarlem pour former le nouveau diocèse de Rotterdam. Le 7 octobre 2008, le diocèse de Haarlem devient le diocèse de Haarlem-Amsterdam.